# Le Saint
Le Saint (bret. Ar Sent) – miejscowość i gmina we Francji, w regionie Bretania, w departamencie Morbihan.
Według danych na rok 1990 gminę zamieszkiwało 761 osób, a gęstość zaludnienia wynosiła 25 osób/km² (wśród 1269 gmin Bretanii Le Saint plasuje się na 686. miejscu pod względem liczby ludności, natomiast pod względem powierzchni na miejscu 269.).
Urodził tu się biskup Kajenny François-Marie Morvan CSSp.